# Министър-председател на Северна Македония
Министър-председателският пост в Северна Македония е учреден от Конституцията на Република Македония. Първият заемал този пост е Никола Клюсев в периода 1991 – 1992 година. Македонският министър-председател се избира на поста от Събранието на Република Македония. Той сформира правителство и представлява изпълнителната власт в страната.

## Списък на министър-председателите на Северна Македония
| Министър-председател     | Заемал длъжността | Заемал длъжността | Партия     |
| Министър-председател     | От                | До                | Партия     |
| ------------------------ | ----------------- | ----------------- | ---------- |
| Никола Клюсев            | 20 март 1991      | 4 септември 1992  | безпартиен |
| Бранко Цървенковски      | 4 септември 1992  | 30 ноември 1998   | СДСМ       |
| Любчо Георгиевски        | 30 ноември 1998   | 1 ноември 2002    | ВМРО-ДПМНЕ |
| Бранко Цървенковски      | 1 ноември 2002    | 12 май 2004       | СДСМ       |
| Радмила Шекеринска (и.д) | 12 май 2004       | 2 юни 2004        | СДСМ       |
| Хари Костов              | 2 юни 2004        | 18 ноември 2004   | безпартиен |
| Радмила Шекеринска (и.д) | 18 ноември 2004   | 12 декември 2004  | СДСМ       |
| Владо Бучковски          | 12 декември 2004  | 26 август 2006    | СДСМ       |
| Никола Груевски          | 26 август 2006    | 18 януари 2016    | ВМРО-ДПМНЕ |
| Емил Димитриев           | 18 януари 2016    | 31 май 2017       | ВМРО-ДПМНЕ |
| Зоран Заев               | 31 май 2017       | 3 януари 2020     | СДСМ       |
| Оливер Спасовски         | 3 януари 2020     | 31 август 2020    | СДСМ       |
| Зоран Заев               | 31 август 2020    | 16 януари 2022    | СДСМ       |
| Димитър Ковачевски       | 16 януари 2022    | 28 януари 2024    | СДСМ       |
| Талат Джафери            | 28 януари 2024    | 23 юни 2024       | ДСИ        |
| Християн Мицкоски        | 23 юни 2024       | действащ          | ВМРО-ДПМНЕ |